# Lars Winerdahl
Lars Winerdal, född 7 januari 1941 i Umeå, svensk skådespelare.

## Filmografi (urval)
- 1990 - Destination Nordsjön
- 1990 - Fiendens fiende

## Teater

### Roller (ej komplett)
| År   | Roll        | Produktion                          | Regi            | Teater   |
| ---- | ----------- | ----------------------------------- | --------------- | -------- |
| 1971 | Medverkande | Sol, vad vill du mig? Birger Norman | Ingvar Kjellson | Dramaten |